# Gastronomi
Gastronomi, av grekiskans gastros, "mage", är läran om sambandet mellan mat, tradition och kultur.
I såväl Sverige som internationellt finns det gastronomiska utbildningar på högskole- och universitetsnivå. Den som har en sådan utbildningsbakgrund kan kallas för en gastronom, det är dock inte en skyddad titel, utan kan användas även av andra. Begreppet kan dock även användas för att beskriva någon med ett mer allmänt intresse för den finare kokkonsten, det vill säga en finsmakare.
Gastronomiska traditioner har av Världsturismorganisationen pekats ut som en viktig faktor för turismströmningar och kulturella utbyten mellan olika delar av världen. Ett exempel på detta kan vara de av UNESCO sedan 2004 utpekade gastronomistäderna eller det som Världsturismorganisationen kallar för gastronomisk turism.